# Бекалка
Бекалка́ (каз. Бекалқа, до 2009 г. — Фыкалка) — село в Катон-Карагайском районе Восточно-Казахстанской области Казахстана. Входит в состав Аксуского сельского округа. Код КАТО — 635433400.

## Население
В 1999 году население села составляло 328 человек (175 мужчин и 153 женщины). По данным переписи 2009 года, в селе проживали 103 человека (57 мужчин и 46 женщин).